# Zawieszenie Christiego

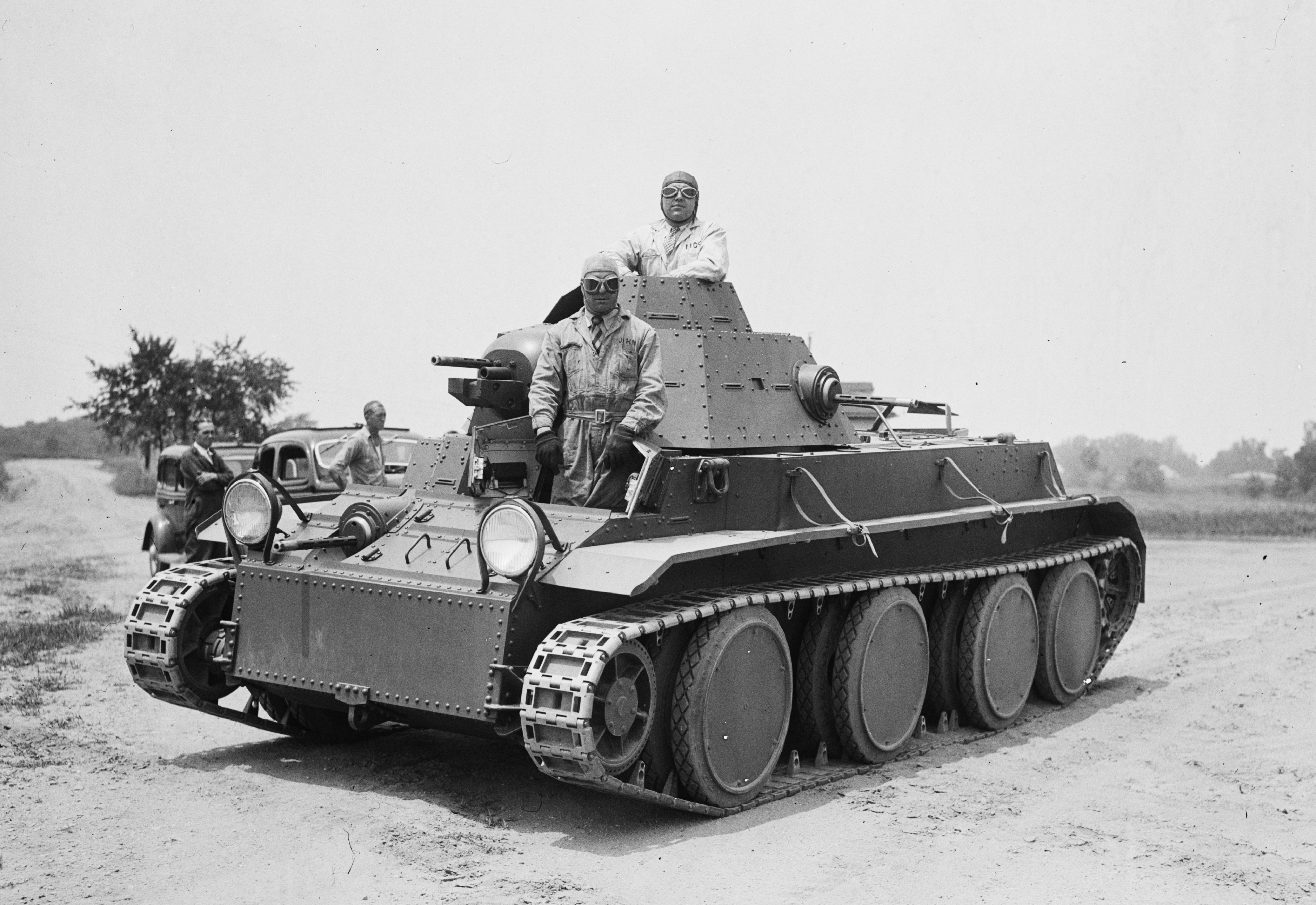
Eksperymentalny czołg Christie T3E2 z zawieszeniem Christiego - zdjęcie z 1936 r.

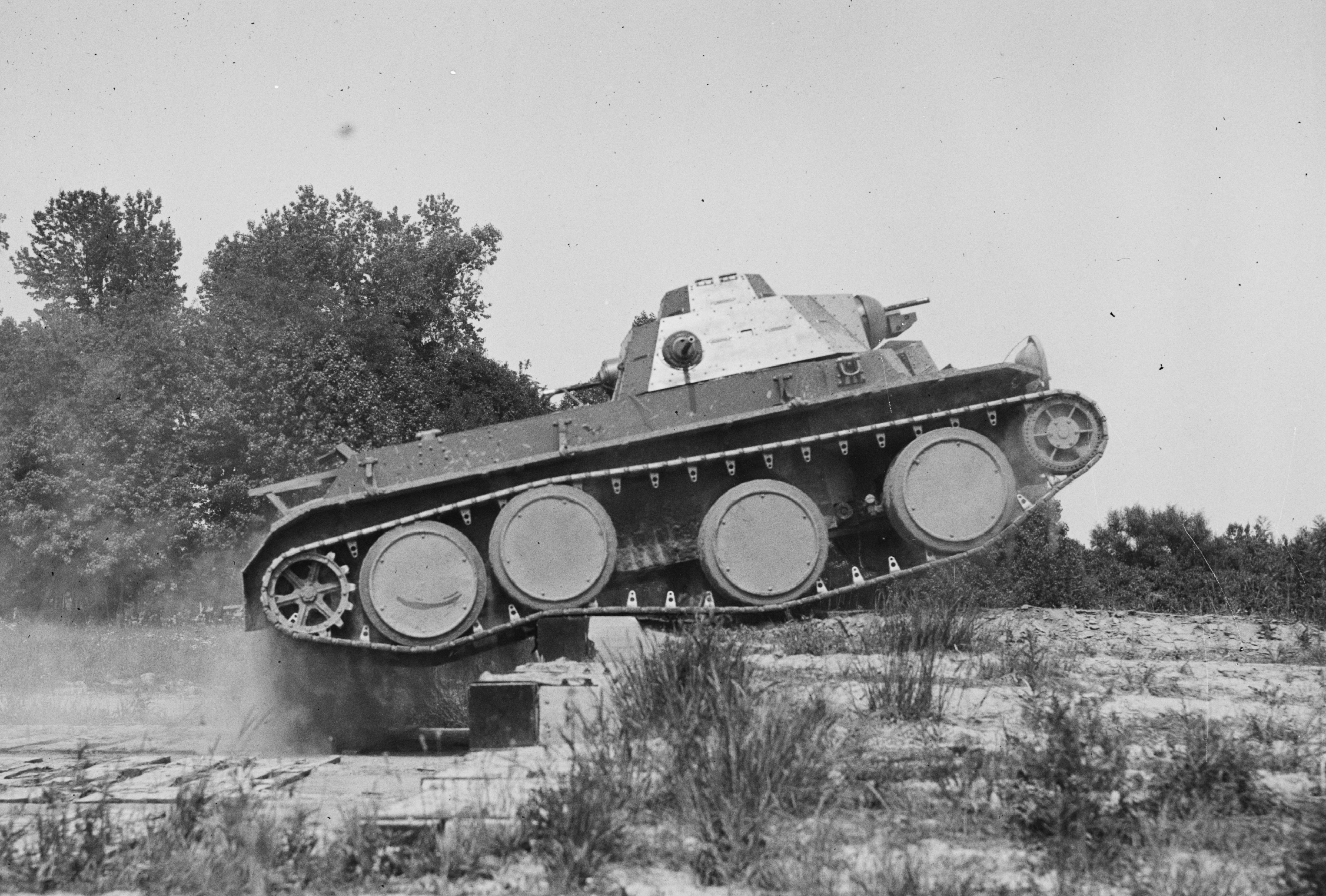
Czołg Christie T3E2 pokonuje przeszkodę - zdjęcie z 1936 r.

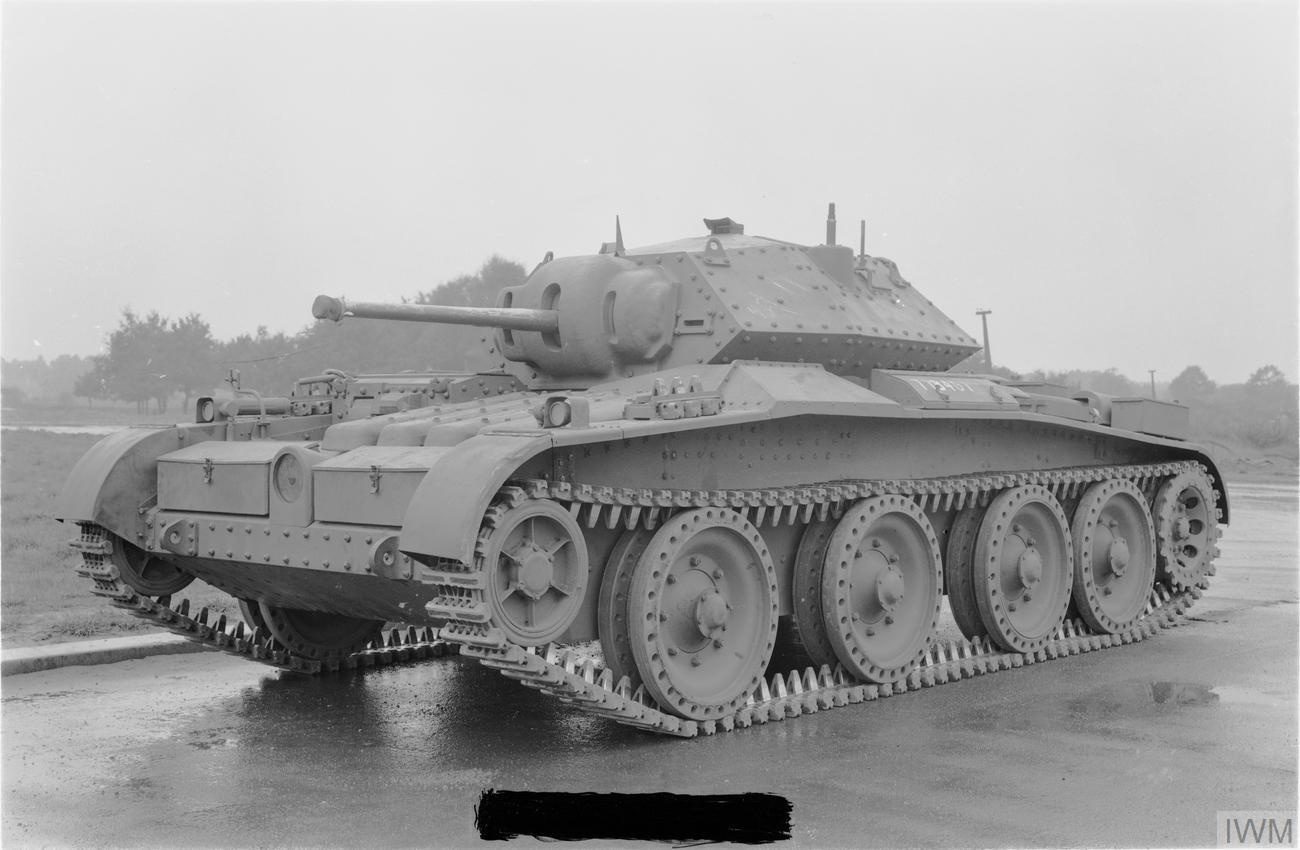
Czołg Cruiser Mk V "Covenanter" z zawieszeniem Christiego

Zawieszenie Christiego (ang. Christie suspension) – konstrukcja zawieszenia czołgowego opracowana przez Waltera Christiego, która stała się podstawą opracowania szybkich czołgów posiadających bardzo dobre właściwości terenowe. 
Główną ideą zawieszenia Christiego było skonstruowanie czołgu, który mógłby poruszać się zarówno na gąsienicach, jak i na kołach (po zdemontowaniu gąsienic). W tym celu podwozie posiadało niezależnie zawieszone koła o dużej średnicy, opasane bandażem gumowym. Przednie koła wyposażono w zwrotnice, a napęd był przekazywany na jedną parę tylnych kół nośnych. Takie rozwiązanie było stosowane w radzieckich czołgach BT czy  prototypowym polskim czołgu PZInż 10TP, jednak wysoka masa dodatkowego napędu, kłopotliwe zdejmowanie gąsienic do jazdy drogowej i złe właściwości terenowe przy trakcji kołowej zadecydowały (w dalszym rozwoju konstrukcji) o rezygnacji z możliwości jazdy bez gąsienic. Okazało się jednak, że duże, niezależnie zawieszone koła (odziedziczone po pomyśle podwójnej trakcji) w połączeniu z szerokimi gąsienicami, doskonale sprawdzały się w praktyce. 
W wyniku ewolucji zawieszeniu Christiego powstało m.in. podwozie rosyjskich czołgów - czołgu T-34 i BT-2.